# 1992.1 SMAP 1st LIVE「やってきましたお正月!!」コンサート
『1992.1 SMAP 1st LIVE「やってきましたお正月!!」コンサート』（1992.1 スマップ ファースト ライブ「やってきましたおしょうがつ!!コンサート）、VHS,LDが1992年3月14日、DVDが2003年12月24日にビクターエンタテインメントから発売されたSMAPのツアーVHS,LD・DVDである。

## 概要
- CDデビュー後に初めて行われたコンサートツアーで日本武道館で行われた「SMAP'92「やってきましたお正月!!」」の公演映像が収められている。

## 収録
VHS,LD,DVD 共通
1. オープニング
2. Can't Stop!! -LOVING-
3. Run! Run! Run!
4. Straight for the Heart
5. Can't Stop!! -LOVING-
6. KISS OF FIRE
7. Shake U Up
8. Subway Kids
9. Angelの秘密
10. さよならの恋人
11. 正義の味方はあてにならない
12. SMAP コントコーナー
13. Baby Baby Baby
14. 天国のかけら
15. Let's Fight
16. メドレー
17. ダーティー･ヒーロー!
18. Don't Cry Baby
19. 君の瞳に恋してる～LOVE FOR SALE～BAD DESIRE～ALLELUIA～DANCING QUEEN
20. ビークル
21. 悲しき願い～HOLD ON I'M COMING
22. STANDBY ME
23. CROSS TO YOU
24. Daybreak
25. Stormy Town
26. LOVE BLUE
27. アンコール ～マヤカシ(インストルメンタル)
28. Can't Stop!! -LOVING-
29. 正義の味方はあてにならない
30. Can't Stop!! -LOVING- (インストルメンタル)

## コンサートツアー
- コンサートツアー『やってきましたお正月!! SMAP '92』について記述。

|        | 開催日時 | 開演時間 | 会場             |
| 1992年 | 1992年   | 1992年   | 1992年           |
| ------ | -------- | -------- | ---------------- |
| 1      | 1月1日   | 9:45     | 日本武道館       |
| 1      | 1月1日   | 12:00    | 日本武道館       |
| 1      | 1月1日   | 14:15    | 日本武道館       |
| 1      | 1月1日   | 16:30    | 日本武道館       |
| 1      | 1月1日   | 18:45    | 日本武道館       |
| 2      | 1月4日   | ?        | 大阪厚生年金会館 |
| 2      | 1月4日   | ?        | 大阪厚生年金会館 |
| 2      | 1月5日   | ?        | 大阪厚生年金会館 |
| 2      | 1月5日   | ?        | 大阪厚生年金会館 |
| 3      | 1月6日   | ?        | 愛知厚生年金会館 |
| 3      | 1月6日   | ?        | 愛知厚生年金会館 |
| 3      | 1月7日   | 14:30    | 愛知厚生年金会館 |
| 3      | 1月7日   | ?        | 愛知厚生年金会館 |